# Heinrich Raabe
Heinrich David Raabe (* 12. April 1799 in Breuna im Landkreis Kassel; † 31. Mai 1865 ebenda) war ein deutscher Landwirt und Mitglied der kurhessischen Ständeversammlung.

## Leben
Heinrich Raabe betrieb in seiner Heimatgemeinde eine Landwirtschaft und erhielt für jeweils kurze Zeiträume (2. Februar 1833 bis 18. März 1833, 11. November 1833 bis 6. April 1834 und 20. April 1838 bis 12. Juli 1838) ein Mandat für die kurhessische Ständeversammlung. Er galt als gemäßigt liberal und war für den Wahlkreis Hofgeismar (Land) in dem Parlament.
Die Ständeversammlung wurde nach den Unruhen im Jahre 1830 zum Zweck der Beratung und Verabschiedung einer Verfassung gebildet und hatte Bestand bis 1866, als Hessen durch Preußen annektiert wurde.